# Lockheed L-1011 TriStar
De Lockheed L-1011 TriStar, ook vaak de L-1011 genoemd, is een widebody passagiersvliegtuig, en het derde vliegtuig van dit type dat in gebruik werd genomen. De vorige twee waren de Boeing 747 en de McDonnell Douglas DC-10. Net als de DC-10 is de Tristar een driemotorig straalvliegtuig. Tussen 1968 en 1984 bouwde Lockheed in totaal 250 exemplaren van de TriStar.

## Ontwikkeling

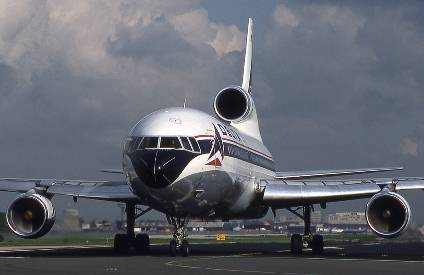
Een Delta Air Lines L1011

In de jaren 60 van de 20e eeuw benaderde American Airlines Lockheed en diens concurrent Douglas (later McDonnell Douglas) met het verzoek voor een nieuw type passagiersvliegtuig kleiner dan de 747, maar nog steeds in staat tot het vervoeren van een groot aantal passagiers en lading. Lockheed was sinds de jaren 50 grotendeels afwezig op de markt van passagiersvliegtuigen na problemen met de L-188 Electra. Daar ze echter ook problemen hadden met hun toenmalige militaire projecten, stemden ze toe. Hun antwoord op American Airlines’ verzoek was de L-1011 TriStar. Het vliegtuig werd oorspronkelijk ontworpen als een "jumbo twin", maar uiteindelijk koos men voor een ontwerp met drie motoren zodat het vliegtuig genoeg voortstuwingskracht had om op te stijgen van vrijwel alle bestaande startbanen.
American Airlines was op zich geïnteresseerd in het ontwerp, maar koos uiteindelijk voor de Douglas DC-10. Zonder steun van American Airlines werd de TriStar uiteindelijk gelanceerd op bestelling van TWA en Eastern Air Lines. Hoewel de ontwikkeling van de Tristar gelijk liep met die van de DC-10, slaagde Douglas erin zijn toestel een jaar eerder op de markt te brengen. In februari 1971, na een lange periode van ontwikkeling en grote productiekosten (met name door Lockheeds RB211 turbofanmotoren), ging Rolls-Royce plc failliet. Voor Lockheed was het toen al te laat om nog van motoren te veranderen. Uiteindelijk gaf de Britse overheid een subsidie om Rolls-Royce erbovenop te helpen, op voorwaarde dat de Amerikaanse overheid een lening zou geven aan Lockheed om de L-1011 af te maken.
Het toestel was ontworpen om maximaal 400 passagiers te kunnen vervoeren. Het prototype van het toestel vloog voor het eerst op 16 november 1970. Op 26 april 1972 werd de eerste TriStar verkocht aan Eastern Air Lines.
Lockheed moest minstens 500 vliegtuigen verkopen om de kosten terug te verdienen, maar in 1981 werd besloten te stoppen, na de productie van 250 vliegtuigen.

## Varianten

### L-1011-1
De L-1011-1 was het eerste model van de L-1011, ontwikkeld voor korte en middellange vluchten. Dit type werd gekocht door Air Canada, ANA, Cathay Pacific, Eastern en andere maatschappijen met reguliere vliegroutes.

### L-1011-50
De L-1011-50 was een geüpgrade versie van de L-1011-1, met een toename van het maximale startgewicht (195.580 kg of 204.120 kg). Brandstofcapaciteit werd niet vergroot.

### L-1011-100
De L-1011-100 vloog voor het eerst in 1975 en had een nieuwe brandstoftank. Deze herziene versie vergrootte de actieradius van het vliegtuig met bijna 1.500 kilometer. Het toestel werd gekocht door enkele maatschappijen met lange vliegroutes, zoals TWA, Air Canada en BEA.

### L-1011-150
De L-1011-150 was een versie van de L-1011-1 met een maximum startgewicht van 213,190 kg. Het toestel was alleen beschikbaar als een aangepaste versie van de L-1011-1.

### L-1011-200
De L-1011-200 werd geïntroduceerd in 1976. Hoewel hij vrijwel gelijk was aan de -100, gebruikte dit toestel Rolls-Royce RB.211-524B motoren voor betere prestaties vanaf vliegvelden in warme gebieden of op grote hoogte.

### L-1011-250
De L-1011-250 was een verbeterde versie van de L-1011-1 en alle L-1011-100 en L-1011-200 vliegtuigen. Het had een maximumstartgewicht van 231.340 kg en een brandstofcapaciteit van 119.735 liter. Deze variant gebruikte de verbeterde RB211-524B4I-motor.

### L-1011-500
De L-1011-500 was een lange-afstandsvliegtuig dat voor het eerst werd getest in 1978. Dit toestel was 4,3 meter korter dan de andere modellen. Ook had dit toestel sterkere motoren dan de -200 serie. De -500 variant was populair onder binnenlandse luchtvaartmaatschappijen, en vormde ook een groot deel van de L-1011-vloot van Delta en British Airways. Negen toestellen van dit type zijn omgebouwd tot tankervliegtuigen voor de Royal Air Force.

## Specificaties
|                                | L-1011-1              | L-1011-200              | L-1011-500              |
| ------------------------------ | --------------------- | ----------------------- | ----------------------- |
| Cockpitbemanning               | Drie                  | Drie                    | Drie                    |
| Aantal zitplaatsen             | 253 (3 klassen)       | 263                     | 234 (3 klassen)         |
| Lengte                         | 54,2 meter            | 54,2 meter              | 50 meter                |
| Spanwijdte                     | 47,3 meter            | 47,3 meter              | 50,1 meter              |
| Staart                         | 21,8 meter            | 21,8 meter              | 21,8 meter              |
| Hoogte                         | 16,7 meter            | 16,7 meter              | 16,7 meter              |
| Vleugeloppervlak               | 321,1 m²              | 321,1 m²                | 329,0 m²                |
| Leeg gewicht                   | 101.867 kg            | 105.052 kg              | 105.573 kg              |
| Maximum startgewicht           | 195.000 kg            | 209.000 kg              | 225.000 kg              |
| Maximumsnelheid                | Mach 0,95             | Mach 0,95               | Mach 0,95               |
| Kruissnelheid                  | Mach 0,90             | Mach 0,90               | Mach 0,90               |
| Bereik indien volledig beladen | 7.419 km              | 7.419 km                | 10.200 km               |
| Motoren (3x)                   | Rolls-Royce RB.211-22 | Rolls-Royce RB.211-524B | Rolls-Royce RB.211-524B |

## Trivia

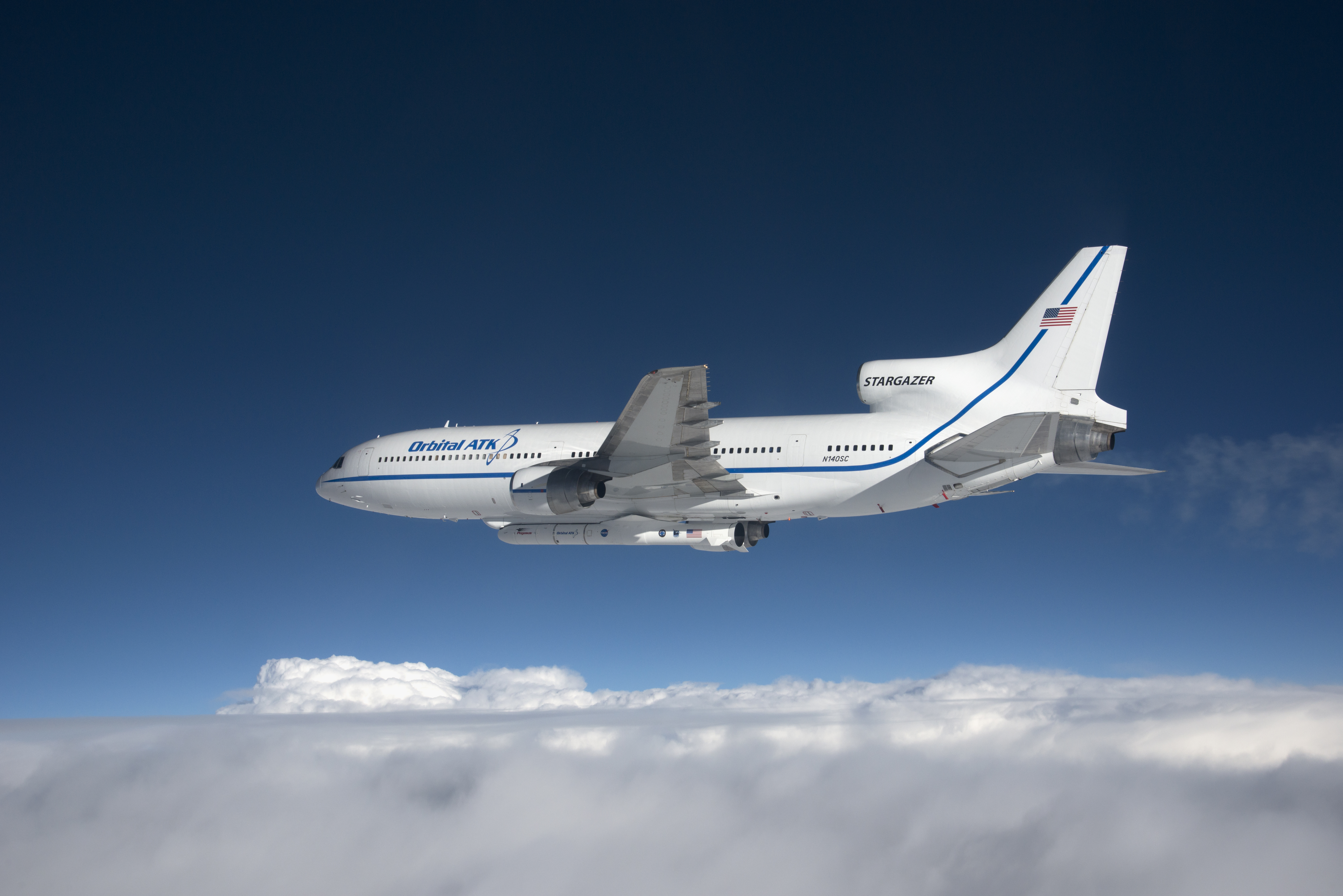
De Stargazer

- Een van de bekendste L1011’s is de Stargazer die door Northrop Grumman Space Systems wordt gebruikt om Pegasus-raketten te lanceren.

## Geproduceerde toestellen
| 1985 | 1984 | 1983 | 1982 | 1981 | 1980 | 1979 | 1978 | 1977 | 1976 | 1975 | 1974 | 1973 | 1972 | 1971 | 1970 | Totaal |
| ---- | ---- | ---- | ---- | ---- | ---- | ---- | ---- | ---- | ---- | ---- | ---- | ---- | ---- | ---- | ---- | ------ |
| 3    | 5    | 5    | 13   | 28   | 24   | 14   | 8    | 12   | 16   | 24   | 41   | 39   | 17   | 0    | 0    | 249    |

## Voetnoten
1. ↑  PBS - Chasing the Sun - Lockheed L-1011. Gearchiveerd op 27 juli 2008. Geraadpleegd op 23 juli 2008.
2. ↑  Boyne, Walter J., Beyond the Horizons: The Lockheed Story. St. Martin's Press: New York, 1998, p. 354.
3. ↑  "New Life for TriStar", Time, May 17, 1971. Gearchiveerd op 20 december 2011. Geraadpleegd op 6 januari 2007.